# John Brandl
John Edward Brandl (* 19. August 1937; † 18. August 2008 in Minnetrista, Minnesota) war ein US-amerikanischer Politiker und Politikwissenschaftler.

## Leben und Karriere
Brandl studierte Wirtschaftswissenschaft an der St. John’s University in Minnesota. 1959 erhielt er seinen Bachelor of Arts (cum laude). Danach studierte er an der Harvard University weiter und erhielt dort 1962 seinen Master of Arts und ein Jahr später seinen Ph. D. Brandl schlug nun eine akademische Karriere an der University of Minnesota ein und war von 1969 bis 1970 außerordentlicher Professor (Associate Professor), dann von 1970 bis 1977 Professor an der School of Public Affairs der Universität und schließlich von 1977 bis zu seinem Tod Professor am Hubert H. Humphrey Institute of Public Affairs, deren Dekan er von 1997 bis 2002 war.
Neben seiner akademischen Karriere wurde Brandl auch in der Politik aktiv. So gehörte er von 1977 bis 1978 und von 1981 bis 1986 als Demokrat dem Repräsentantenhaus von Minnesota und von 1987 bis 1990 dem dortigen Senat an. Er starb August 2008 im Haus seines Sohnes in Minnetrista an Magenkrebs.

## Familie
Brandl war verheiratet und hatte drei Kinder, einen Sohn und zwei Töchter.